# Hipoventilación
La hipoventilación (también conocida como depresión respiratoria) ocurre cuando la ventilación es inadecuada (hipo significa "por debajo") para realizar el intercambio de gases respiratorios necesarios. Por definición provoca un aumento de la concentración de dióxido de carbono (hipercapnia) y acidosis respiratoria. La hipoventilación no es sinónimo de paro respiratorio, en el que la respiración cesa por completo y se produce la muerte en minutos debido a la hipoxia y conduce rápidamente a la anoxia completa, aunque ambas son emergencias médicas. La hipoventilación puede considerarse un precursor de la hipoxia y su letalidad se atribuye a la hipoxia con toxicidad por dióxido de carbono.

## Causas
La hipoventilación puede ser causada por:
- Una condición médica como un accidente cerebrovascular que afecta el tronco encefálico.
- Retención voluntaria de la respiración o falta de respiración, por ejemplo, entrenamiento de hipoventilación[2] o el método Buteyko.
- Medicamentos o drogas, generalmente cuando se toman en sobredosis accidental o intencional. Se sabe que los opioides y las benzodiazepinas en particular causan depresión respiratoria. Los ejemplos de opioides incluyen productos farmacéuticos como la oxicodona y la hidromorfona y los ejemplos de benzodiazepinas incluyen lorazepam y alprazolam.
- Hipocapnia, que estimula la hipoventilación.
- Obesidad; ver Síndrome de hipoventilación por obesidad.
- Mal de montaña crónico, un mecanismo para conservar la energía.[3]

### Medicaciones
Como efecto secundario de medicamentos o drogas recreativas, la hipoventilación puede convertirse en una amenaza potencial para la vida. Muchos fármacos depresores del sistema nervioso central (SNC) diferentes, como el etanol, las benzodiazepinas, los barbitúricos, el GHB, los sedantes y los opioides, producen depresión respiratoria cuando se toman en dosis grandes o excesivas, o cuando se mezclan con otros depresores. Los opiáceos fuertes (es decir, el fentanilo, la heroína y la morfina), los barbitúricos y ciertas benzodiazepinas (como el alprazolam) son conocidos por deprimir la respiración. En una sobredosis, una persona puede dejar de respirar por completo (entrar en un paro respiratorio), lo que es rápidamente fatal sin tratamiento. Los opioides, en sobredosis o combinados con otros depresores, son notorios por tales muertes.

## Tratamiento 1
Los estimulantes respiratorios como la niketamida se usaban tradicionalmente para contrarrestar la depresión respiratoria por sobredosis de depresores del SNC, pero ofrecían una eficacia limitada. Se está investigando un nuevo fármaco estimulante respiratorio llamado BIMU8 que parece significativamente más eficaz y puede ser útil para contrarrestar la depresión respiratoria que producen los opiáceos y fármacos similares sin contrarrestar sus efectos terapéuticos.
Si la depresión respiratoria se debe a una sobredosis de opioides, generalmente se administrará un antagonista de los opioides, muy probablemente naloxona. Esto revertirá rápidamente la depresión respiratoria a menos que se complique con otros depresores. Sin embargo, un antagonista de opioides también puede precipitar un síndrome de abstinencia de opioides en usuarios crónicos. La ventilación mecánica aún puede ser necesaria durante la reanimación inicial.

## Condiciones asociadas
Los trastornos como el síndrome de hipoventilación central congénita (CCHS) y ROHHAD (obesidad de inicio rápido, disfunción hipotalámica, hipoventilación, con desregulación autonómica) se reconocen como condiciones asociadas con la hipoventilación. CCHS puede ser un factor importante en algunos casos de síndrome de muerte súbita del lactante (SIDS), a menudo denominado "muerte de cuna".
La condición opuesta es la hiperventilación (demasiada ventilación), que resulta en niveles bajos de dióxido de carbono (hipocapnia), en lugar de hipercapnia.